# Josef Čipera
Josef Čipera (ur. 12 stycznia 1888 w Rakovníku, zm. ?) – szermierz reprezentujący Królestwo Czech, uczestnik igrzysk w Sztokholmie w 1912 roku, gdzie wywalczył wraz z Josefem Pfeifferem, Vilémem Goppoldem, Sr., Bedřichem Schejbalem i Otakarem Švorčíkem czwarte miejsce w turnieju szablistów.

## Występy na igrzyskach olimpijskich

### Letnie Igrzyska Olimpijskie 1912
- szabla drużynowo – 4. miejsce